# Regne d'Itàlia (edat mitjana)
El Regne d'Itàlia fou la forma en què es denominava la part nord i central de la península Itàlica entre la fi de l'Imperi Carolingi i finals de l'edat moderna. Amb tot, aquesta denominació no anà acompanyada d'una continuïtat en la independència política ni en la seva unitat administrativa variant i sovint inexistent o simplement nominal i resident en els ducats i repúbliques italianes.

## Història
A la caiguda de l'Imperi Romà d'Occident amb la deposició de Ròmul Augústul per Odoacre (476) aquest prengué el títol de rei d'Itàlia i adoptà la capital de l'Imperi Romà d'Occident, Ravenna, com la capital del regne. Teodoric d'origen ostrogot i avalat per l'emperador romà d'Orient Zenó conduí una campanya militar contra Odoacre i esdevingué monarca a la mort d'aquest (493). S'instituí llavors el Regne dels Ostrogots que gaudí d'una certa continuïtat fins al seu enfonsament davant dels romans d'Orient liderats per Narses el 553, poc més de mig segle des de les gestes de Teodoric. Fou incorporat llavors a l'Imperi Romà d'Orient durant poc més de quinze anys quan, els llombards provinents de la Pannònia i liderats per Alboí, conqueriren bona part de la península, excepte la part sud i una franja de territori que unia Ravenna amb Roma. Alboí basà el control del territori en ducats centrats en ciutats (Forum Iulium, Milà, Pavia, Brescia, Benevent per mencionar-ne les més importants del nord). A la seva mort (572) el control del territori no es pogué condensar en un sol monarca i el Regne Llombard perdé cohesió durant gairebé els deu anys que durà l'interregne seguit de diversos monarques efímers. En aquest punt mort l'Imperi Romà d'Orient reorganitzà els territoris de la península en l'Exarcat de Ravenna. Aripert, noble de llinatge bavarès i primer rei catòlic d'Itàlia (653-661), car fins llavors els llombards foren arrians, inicià el llinatge bavarès del regne fins a Aripert II mort el 712. El 751 el Regne Llombard liquidà l'Exarcat de Ravenna i el 756 es disposà a atacar Roma. Esteve III demanà ajuda al Regne Franc de Pipí I el Breu que reconquerí les restes de l'exarcat i en feu donació a l'església (Donació de Pipí). El Regne Llombard acabà amb Desideri d'Ístria quan fou vençut per Carlemany pocs anys més tard (774) que incorporà el territori al Regne Franc, però mantingué el títol de rei de Llombardia.
A la mort de Carlemany el seu imperi es dissolgué i la península fou de nou dirigida per un rei d'Itàlia que passà a Bernard d'Itàlia i el títol fou associat al Sacre Imperi Romanogermànic.

## Regne independent 855-962
La mort de l'emperador Lotari I en 855 portarà a la divisió del seu regne (conegut com a França central i provenint de la divisió del Regne Franc en el 843), entre els seus tres fills. El més gran, Lluís II el Jove, que heretà les terres carolíngies a Itàlia, que eren, per primera vegada, governada com a unitat independent (llevat d'un curt període en què ho va fer Pipí fill de Carlemany en la primera dècada del segle). El regne n'incloïa tot Itàlia arribant cap al sud fins a Roma i Spoleto, però la part més meridional d'Itàlia estava sota control dels longobards del Ducat de Benevent o de l'Imperi Romà d'Orient.
Després de la mort de Lluís II sense hereus, va haver unes quantes dècades de confusió. La corona imperial fou discutida inicialment entre els governants carolingis de Frància Occidental (França) i Frància Oriental (Alemanya), és a dir, Carles el Calb i Carles III el Gras, respectivament. Posteriorment, al voltant del 900-905, són els nobles locals Guiu de Spoleto i Berenguer de Friul, que van competir per la corona, com també ho feien Arnulf de Caríntia de la Frància Oriental i Lluís III el Cec de Provença. El regne també era sacsejat per ràtzies àrabs que atacaven des de Sicília i Àfrica del Nord.
Al segle x la situació amb prou feines va millorar, diversos nobles de Burgúndia i locals continuaven discutint sobre la corona. L'ordre només s'imposà des de fora, quan el rei alemany Otó I envaeix Itàlia i reuneix en 962 els dos trons, l'imperial i l'italià.

## Regne constituent del Sacre Imperi Romanogermànic, 962-1500
Després del 962, els reis d'Itàlia varen ser sempre també reis germànics, i Itàlia es convertia així en un regne constituent del Sacre Imperi Romanogermànic, junt amb Alemanya. El rei alemany seria coronat per l'arquebisbe de Milà amb el Corona fèrria de Llombardia a Pavia com a preludi de la visita a Roma per a ser coronat emperador pel papa.
En general, el fet que el monarca estava gairebé sempre absent, que passava gran part del seu temps a Alemanya, deixava el Regne d'Itàlia amb poca autoritat central. Hi havia també una manca de magnats poderosos instal·lats, sent l'únic notable el marcgravi de Toscana, que tenia força terres a les regions de Toscana, Llombardia, i Emília, però que va desaparèixer a causa de la manca d'hereus després de la mort de Matilde de Canossa el 1115. Això deixava un buit de poder que s'omplia cada vegada més per l'autoritat del papa i de les ciutats, cada vegada més riques, que gradualment venien a dominar el camp circumdant.
El poder creixent de les ciutats es va demostrar primerament durant el regnat de l'emperador de la dinastia Hohenstaufen Frederic I Barba-roja (1152-1190), qui va intentar restaurar l'autoritat imperial a la península i el va portar a un seguit de guerres amb la Lliga Llombarda, una lliga de ciutats italianes del nord que, amb una victòria decisiva en la batalla de Legnano en 1176, van forçar Frederic a reconèixer l'autonomia de les ciutats italianes.
El fill de Frederic, Enric VI, aconseguí estendre l'autoritat dels Hohenstaufen a Itàlia amb la seva conquesta del normand Regne de Sicília, que comprenia Sicília i tot el sud d'Itàlia. El fill d'Enric, Frederic II, el primer emperador des del segle ix amb base a Itàlia, intentava retornar a la tasca del seu pare de restaurar l'autoritat imperial al regne italià del nord, que mantenia una oposició feroç no només amb una Lliga Llombarda reformada, sinó també amb els papes, cada vegada més gelosos del seu regne temporal a la Itàlia central (teòricament una part de l'imperi), i preocupats per les ambicions universals dels emperadors Hohenstaufen.
Els esforços de Frederic II per portar tot Itàlia sota el seu control eren tan infructuosos com els del seu avi, i la seva mort el 1250 marcà el final definitiu del Regne d'Itàlia com a unitat política genuïna. Continuava havent conflictes a les ciutats italianes entre gibel·lins (seguidors imperials) i güelfs (seguidors papals), però aquests conflictes cada vegada tenien menys relació amb als orígens de les rivalitats.
Amb tot, el Regne d'Itàlia no era poc important. Els successius emperadors als segles XIV i XV retornaven a Roma per ser coronats, i cap no oblidava les seves reivindicacions com a teòrics reis d'Itàlia. Ni eren oblidades les reclamacions dels emperadors al domini universal d'Itàlia, on als escriptors com Dante i Marsilius de Pàdua expressaven el seu compromís tant al principi de monarquia universal, com a les pretensions reals dels emperadors Enric VII i Lluís IV, respectivament.
Paral·lelament a les reclamacions imperials al domini d'Itàlia es produí l'atorgament de títols als diversos homes forts que havien començat a establir el seu control sobre les antigues ciutats-repúbliques. Més notablement, els emperadors donaven el seu suport als Visconti de Milà, i el rei Venceslau va crear el títol de duc de Milà el 1395 amb Gian Galeazzo Visconti. Unes altres famílies a rebre títols nous dels emperadors incloïen els Gonzaga de Màntua, i els Este de Ferrara i Mòdena.

## Ombra, 1500-1806
Al començament del període modern, el Regne d'Itàlia encara existia, però era una mera ombra. El seu territori s'havia limitat significativament: les conquestes de la República de Venècia, que es considerava independent de l'imperi, en la regió de la Terrafirma havia pres la majoria del nord-est d'Itàlia fora de la jurisdicció de l'imperi, mentre els papes reclamaven plena sobirania i independència en els estats papals a Itàlia Central. No obstant això, l'emperador Carles V, més per la seva herència d'Espanya i Nàpols que per la seva posició com a emperador, va poder establir la seva dominació sobre Itàlia en major mesura que qualsevol emperador des de Frederic II. Amb ajuda francesa, evità un intent dels prínceps italians de reafirmar la seva independència en la Lliga de Cognac, saquejà Roma i portà el papa Medici Climent VII a la submissió, conquerí Florència on reinstal·là els Medici com a ducs de Florència (més tard, Grans Ducs de Toscana), i, a l'extinció de la família Sforza a Milà, reclamà el territori com a feu imperial i instal·là el seu fill Felip II com a nou duc.
Les reclamacions imperials pel protectorat van augmentar a començament del segle xvii quan el tron del Ducat de Màntua restà vacant el 1627. L'emperador Ferran II, utilitzant els seus drets com cap suprem per evitar l'accés del duc francès Carles I Gonzaga-Nevers al ducat, va desembocar en la guerra de successió de Màntua, que va formar part del conflicte de la Guerra dels Trenta Anys. Al segle xviii, durant el guerra de successió espanyola, les reclamacions imperials sobre el protectorat es van utilitzar una altra vegada sobre Màntua, que el 1708 es va annexionar pels Habsburgs al novament conquerit Ducat de Milà.
Això va ser l'últim ús notable del poder imperial, com a tal, a Itàlia. Els austríacs retenien el control de Milà, i intermitentment, uns altres territoris (principalment Toscana des del 1737), però les reclamacions del cap feudal suprem havien pràcticament desaparegut. Es mantenien, però, les reivindicacions de l'arquebisbe de Colònia per ser «arxicanceller d'Itàlia». Durant les guerres revolucionàries franceses, els austríacs varen ser expulsats d'Itàlia per Napoleó Bonaparte, que instal·là un conjunt de repúbliques al nord d'Itàlia. Aquesta reorganització territorial feta entre 1799-1803 no deixava cap espai per reclamacions imperials a Itàlia - fins i tot l'Arquebisbe de Colònia havia desistit de la seva reclamació, ja que els seus dominis havien estat secularitzats junt amb els altres prínceps eclesiàstics. El 1805, mentre l'imperi encara existia, Bonaparte, en aquell moment anomenat emperador Napoleó I, reclamà la corona d'Itàlia per a si mateix i es va col·locar la Corona fèrria de Llombardia al seu cap en una cerimònia a la catedral de Milà.
El Sacre Imperi s'abolia l'any següent, fet que va acabar amb l'existència, des de feia anys teòrica, del Regne d'Itàlia.